# Hard Candy (Madonna)
Hard Candy è l'undicesimo album realizzato in studio dalla cantante statunitense Madonna, pubblicato in Italia il 25 aprile 2008. In Europa uscì il 28 aprile, mentre negli Stati Uniti il 29 aprile.
Grazie a Hard Candy e al correlato Sticky & Sweet Tour, Madonna batté ogni record mondiale di incassi, 242 milioni di dollari tra 2008 e 2009 (oltre 115 milioni nel 2008).

## Descrizione
Hard Candy è un album dalle sonorità R&B, urban hip-pop, pop; prodotto da Madonna, Timbaland, Pharrell Williams, Danja, Justin Timberlake con la collaborazione di Swizz Beatz, Sean Garrett, Akon e Kanye West.

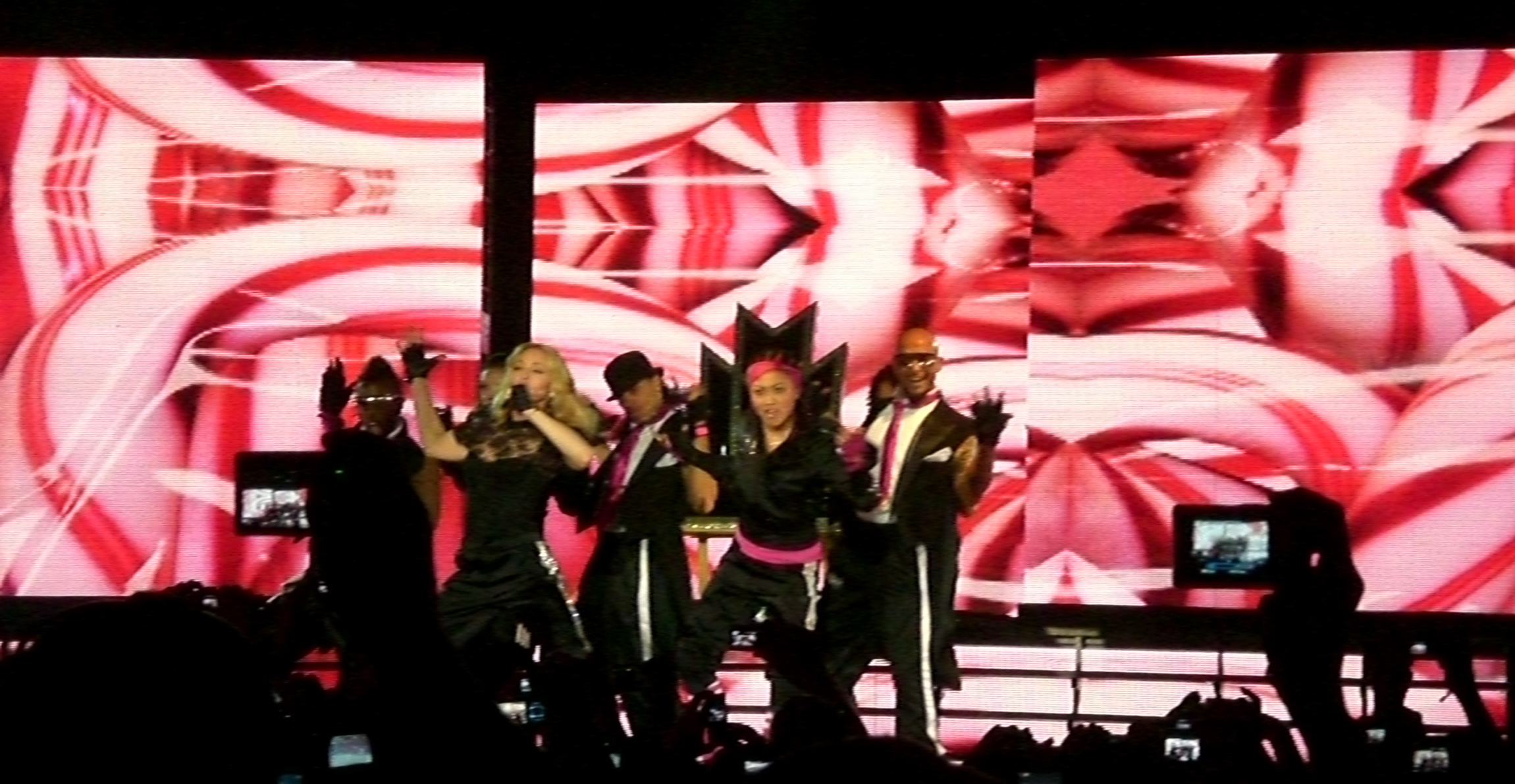
Madonna si esibisce durante lHard Candy Promo Tour nel Regno Unito.

Per la prima volta dopo decenni di avanguardia e di mode anticipate Madonna, per un suo album, si affida a produttori che sono già affermati.
Sulla copertina del disco Madonna è ritratta seduta a gambe larghe, con indosso un corsetto nero dallo stile vintage firmato da Dolce & Gabbana, stivali in pelle nera attillati alti alla coscia, e le mani cinte da bendaggi simili a quelli utilizzati dai pugili. Attorno alla vita indossa una grande cintura dorata con la "M" di Madonna che conferma il richiamo al mondo della boxe. Sulla fibbia della cinta oltre alla "M" ci sono le scritte "Give it to me" e "M-dolla" (nome che unisce i termini "Madonna" e "dolla", diminutivo di "dollar", dollaro). Il termine M-dolla è scritto anche sul grosso tirapugni che porta al dito.
Come sfondo dell'immagine di copertina c'è un motivo che richiama quello di una caramella rosa e bianca. Il tema dei bon bon accompagna tutte le foto del booklet all'interno dell'album.
Nel disco Beat Goes On è differente dalla versione demo, circolata su internet insieme alla versione demo di Candy Shop mesi prima, per una strofa rappata da Kanye West. Inoltre Heartbeat era già stata scritta da Madonna per l'album Music.
Hard Candy è stato pubblicato in CD, disponibile sia in versione standard che in una versione deluxe (Candy Box), quest'ultima con due remix del brano 4 Minutes, in una confezione con circa 35 caramelle imbustate, in buste trasparenti e un libro di 16 pagine con delle foto. Hard Candy è stato pubblicato anche in una versione in vinile composta da tre long playing, due con sfumature color caramella che contengono 6 tracce ciascuno, e uno con due remix di 4 Minutes.
Il primo singolo estratto da Hard Candy è 4 Minutes seguito da Give It 2 Me e come terzo ed ultimo singolo,
Miles Away. I primi due singoli sono stati un enorme successo nel mondo ed hanno avuto ottimi risultati nelle vendite. Infatti, 4 Minutes ha venduto 8,1 milioni di copie, mentre Give It 2 Me ha venduto 6 milioni e mezzo di copie. L'ultimo singolo Miles Away invece, ha venduto poco più di un milione di copie.
Dall'agosto 2008, Madonna, con il tour mondiale che ha seguito l'uscita dell'album si intitola Sticky & Sweet («appiccicoso e dolce», come una caramella), ha fatto tappa anche a Roma, allo Stadio Olimpico, il 6 settembre.
Visto il grande successo c'è stata un'estensione con lo Sticky and Sweet Tour 2009, dove Madonna ha fatto tappa il 14 luglio a Milano e il 16 (dello stesso mese) a Udine.
Per Madonna Hard Candy è l'ultimo album pubblicato dalla casa discografica Warner Bros. Records.
Tutti i brani del disco (tranne Incredible, Dance 2night e Voices) sono stati eseguiti nello Sticky&Sweet Tour del 2008.
Nel MDNA Tour 2012 Madonna esegue Candy Shop in un mash-up con Erotica mentre alcuni elementi di Give it 2 me vengono inseriti durante le esibizioni di Girl Gone Wild e Celebration.
Per il Rebel Heart Tour 2015 Madonna esegue Candy Shop nell'ultima sezione dello show ispirata agli anni Venti.

## Tracce
1. Candy Shop (feat. Wendy Melvoin del duo Wendy and Lisa dell aband di Prince The Revolution) – 4:16 (Pharrell Williams, Madonna)
2. 4 Minutes (feat. Justin Timberlake & Timbaland) – 4:04 (Madonna, Tim Mosley, Justin Timberlake, Nate Hills)
3. Give It 2 Me – 4:47 (Pharrell Williams, Madonna)
4. Heartbeat – 4:04 (Pharrell Williams, Madonna)
5. Miles Away – 4:49 (Madonna, Tim Mosley, Justin Timberlake, Nate Hills)
6. She's Not Me – 6:05 (Pharrell Williams, Madonna)
7. Incredible – 6:20 (Pharrell Williams, Madonna)
8. Beat Goes On (feat. Kanye West & Pharrell Williams) – 4:27 (Pharrell Williams, Madonna, Kanye West)
9. Dance 2night – 5:03 (Madonna, Tim Mosley, Justin Timberlake, Hannon Lane)
10. Spanish Lesson – 3:38 (Pharrell Williams, Madonna)
11. Devil Wouldn't Recognize You – 5:08 (Madonna, Tim Mosley, Justin Timberlake, Hannon Lane, Joe Henry)
12. Voices – 3:39 (Madonna, Tim Mosley, Justin Timberlake, Nate Hills, Hannon Lane)

iTunes Store Deluxe Edition
1. 4 Minutes (Bob Sinclar Space Funk Edit) – 3:23
2. 4 Minutes (Junkie XL Remix Edit) – 4:38
3. Give It to Me (Paul Oakenfold Edit) – 4:59

Traccia bonus dell'edizione giapponese
1. Ring My Bell – 3:54 (Pharrell Williams, Madonna)

### Outtakes & Demos
- Across The Sky (Madonna, Timbaland, Justin Timberlake, Danja) - demo registrata con Justin Timberlake per l'album Hard Candy, scartata dalla tracklist poco prima della sua pubblicazione, probabilmente perché troppo simile a "4 Minutes". In un'intervista a MTV del 2008 Timbaland confermò di avere registrato una traccia con Madonna che, inizialmente destinata per il suo album Hard Candy, non era stata utilizzata e avrebbe dovuto finire nel nuovo album di Timbaland Shock Value II [34], ma alla fine non fu pubblicata neanche lì. Esistono due versioni del brano, una delle quali con la voce di Timbaland in sottofondo, trapelate tra gennaio e settembre 2010
- Animal (Madonna, Timbaland) - collaborazione con Timbaland, registrata per l'album Hard Candy e poi scartata. Il brano è trapelato nel settembre 2010
- Infinity (Madonna, Timbaland) - traccia realizzata per Hard Candy, successivamente pesantemente rielaborata con Pharrell Williams e The Neptunes e trasformata in Give It 2 Me
- The Beat Goes On (Madonna, Pharrel Williams) - è una versione iniziale, trapelata in rete nell'agosto del 2007, di "Beat Goes On", pubblicata sull'album Hard Candy. Il demo è stato completamente trasformato, sia nel testo che nella struttura musicale, con l'aggiunta della parte rap di Kanye West. La parte strumentale di questa demo fu utilizzata dal rapper Busta Rhymes per il brano G-Stro, della colonna sonora del film "Fast & Furious"
- Pala Tute (Madonna, Gogol Bordello, Timbaland) - è un'altra collaborazione con Timbaland, Justin Timberlake e Danja. Conosciuta anche con il titolo Lela Pala Tute ("La follia dell'amore"), in questa traccia Madonna ha inserito un ritornello in lingua rom, tratto dal brano Pala Tute dei Gogol Bordello, sul ritmo di Timbaland. Alla fine non fu pubblicata nell'album "Hard Candy", ma Madonna ha cantato il ritornello in un medley con La Isla Bonita durante lo Sticky & Sweet Tour e il Live Earth. Il brano è trapelato su internet nel settembre 2010, con il titolo errato Latte
- The Beat Is So Crazy (Madonna, Pharrel Williams) - incisa nel 2007 come demo per l'album Hard Candy, è stata poi scartata e data a Eve, che la incise (con un coro di Madonna e un breve cameo di Pharrell Williams) per inserirla nel suo album "Here I Am", che però non fu mai pubblicato. La canzone è perciò rimasta inedita, ma una versione è trapelata in rete nell'agosto 2014.

## Produzione
- Produttore esecutivo: Madonna
- Tracce 1, 3, 4, 6, 7, 8, 10 e "Ring My Bell" prodotte dai Neptunes. Co-prodotte da Madonna. Traccia 8 Co-prodotta da Kanye West.
- Tracce 2, 5, 11 e 12 prodotte da Timbaland, Justin Timberlake e Danja.
- Traccia 9 prodotta da Timbaland e Justin Timberlake. Co-prodotta da Hannon Lane. Produzione addizionale di Demacio "Demo" Castellon.

### Crediti
- Madonna: voce, testi, produttore esecutivo, chitarra
- Justin Timberlake: voce, background vocals, produttore, chitarra
- Timbaland: vocals, songwriting, executive producer, drums, bass
- Kanye West: voce (rap)
- Pharrell Williams: testi, background vocals, produttore
- Nate "Danja" Hills: produttore, keyboards
- Mark Stent|Mark "Spike" Stent: tecnico ingegnere
- Anthony Asher: ingegnere
- Marcella "Ms. Lago" Araica: recording
- Demacio "Demo" Castellon: recording, programmatore, audio mixing
- Julian Vasquez: assistente ingegnere
- Vadim Chislov: assistente ingegnere
- Graham Archer: assistente ingegnere
- Fareed Salamah: assistente ingegnere
- Joseph Castellon: ingegnere tecnico
- Wendy Melvoin: chitarra acustica
- Monte Pittman: basso e chitarra acustica
- Hannon Lane: keyboards
- DJ Remo: audio
- Ron Taylor: Protools
- Stevie Blacke: strings
- Chris Gehringer: audio mastering
- Steven Klein: principal photography
- Giovanni Blanco: art direction
- Guy Oseary: management

## Classifiche

### Classifiche settimanali
| Classifica (2008) | Posizione massima |
| ----------------- | ----------------- |
| Australia         | 1                 |
| Austria           | 1                 |
| Belgio (Fiandre)  | 2                 |
| Belgio (Vallonia) | 2                 |
| Canada            | 1                 |
| Danimarca         | 1                 |
| Finlandia         | 1                 |
| Francia           | 1                 |
| Germania          | 1                 |
| Irlanda           | 1                 |
| Italia            | 1                 |
| Norvegia          | 2                 |
| Nuova Zelanda     | 5                 |
| Paesi Bassi       | 1                 |
| Polonia           | 1                 |
| Portogallo        | 1                 |
| Regno Unito       | 1                 |
| Spagna            | 1                 |
| Stati Uniti       | 1                 |
| Svezia            | 1                 |
| Svizzera          | 1                 |
| Ungheria          | 2                 |

### Classifiche di fine anno
| Classifica (2008)     | Posizione |
| --------------------- | --------- |
| Australia             | 47        |
| Austria               | 16        |
| Belgio Fiandre        | 25        |
| Belgio Vallonia       | 21        |
| Danimarca             | 16        |
| Germania              | 14        |
| Grecia                | 12        |
| Grecia internazionale | 2         |
| Italia                | 12        |
| Messico               | 6         |
| Stati Uniti           | 53        |
| Svizzera              | 8         |
| Ungheria              | 5         |

## Hard Candy Promo Tour
Per promuovere il disco Madonna ha fatto un mini tour di tre tappe. I concerti duravano poco più di 30 minuti. La cantante eseguì quattro canzoni tratte da Hard Candy e due tratte dagli album precedenti. 

### Scaletta
1. Candy Shop
2. Miles Away
3. 4 Minutes
4. "(I Can't Get No) Satisfaction" Riff
5. Hung Up (contiene elementi di A New Level)
6. Give It 2 Me
7. Music (Fedde Le Grand Mix) [contiene elementi di Put Your Hands Up for Detroit]

### Date
| Nord America   |           |             |                                              |
| 30 aprile 2008 | New York  | Stati Uniti | Roseland Ballroom                            |
| Europa         |           |             |                                              |
| 6 maggio 2008  | Parigi    | Francia     | Paris Olympia                                |
| 10 maggio 2008 | Maidstone | Regno Unito | Mote Park as a part of Radio 1's Big Weekend |